# Haft Rangū
Haft Rangū (persiska: هفت رنگو, هفت رنگ) är en ort i Iran.   Den ligger i provinsen Hormozgan, i den södra delen av landet, 1 100 km söder om huvudstaden Teheran. Haft Rangū ligger 10 meter över havet och antalet invånare är 513.
Terrängen runt Haft Rangū är huvudsakligen platt, men åt sydväst är den kuperad.  Närmaste större samhälle är Tombān, 11,9 km öster om Haft Rangū. 